# Customer Premises Equipment
CPE (аббревиатура от англ. customer premises equipment) — телекоммуникационное оборудование, расположенное в помещении абонента/клиента. Оборудование может принадлежать клиенту, может быть взято им в аренду или в наём. Оборудование обычно используется для соединения абонента/клиента с публичной или частной сетью оператора/провайдера по любой технологии.
К СРЕ относят:
- голосовое оборудование:
  - IP-телефон;
- настраиваемое оборудование;
- PBX (англ. private branch exchange — частная система обмена — автоматическая телефонная станция для офиса/учреждения, УАТС);
- системы автоматического распределения сигналов (ACD);
- периферийное оборудование;
- терминальное оборудование:
  - терминалы данных;
  - концентраторы;
  - коммутаторы;
  - маршрутизаторы (роутеры);
  - мультиплексоры.

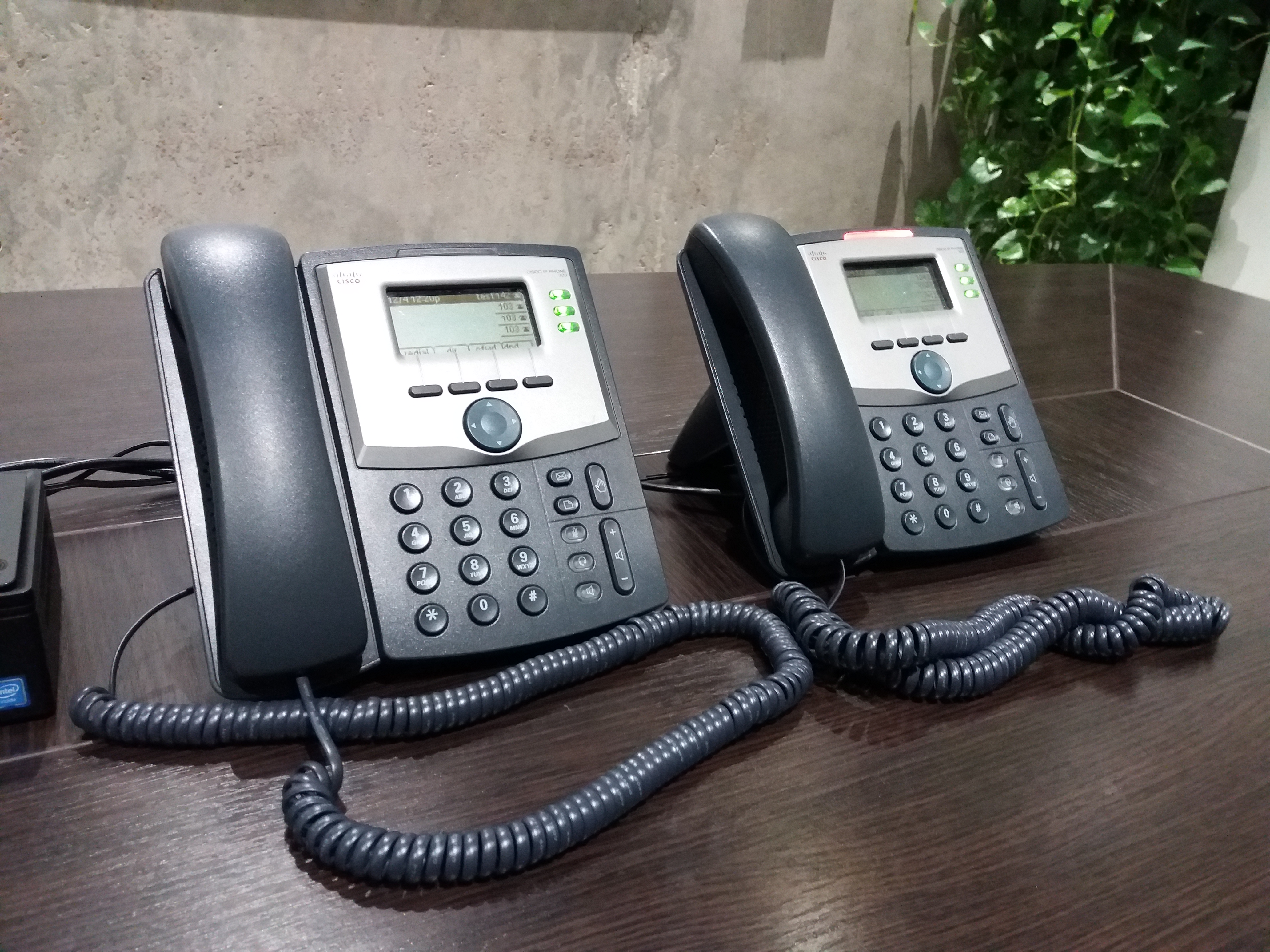
IP-телефон Cisco SPA303
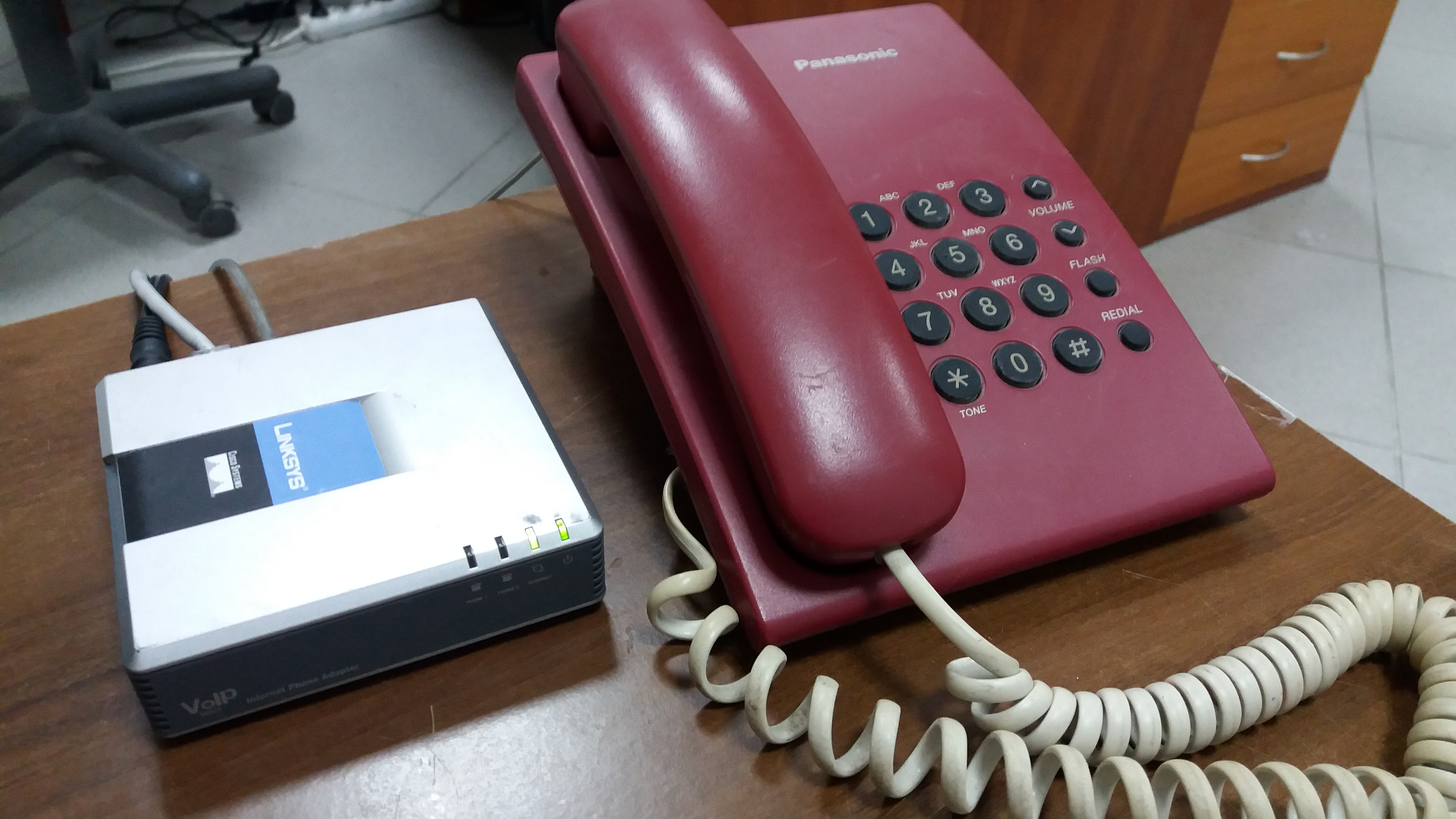
VoIP-шлюз Linksys PAP2T